# Erenler, Bayramören
Erenler là một xã thuộc huyện Bayramören, tỉnh Çankırı, Thổ Nhĩ Kỳ. Dân số thời điểm năm 2010 là 130 người.